# Niedergässer Tor

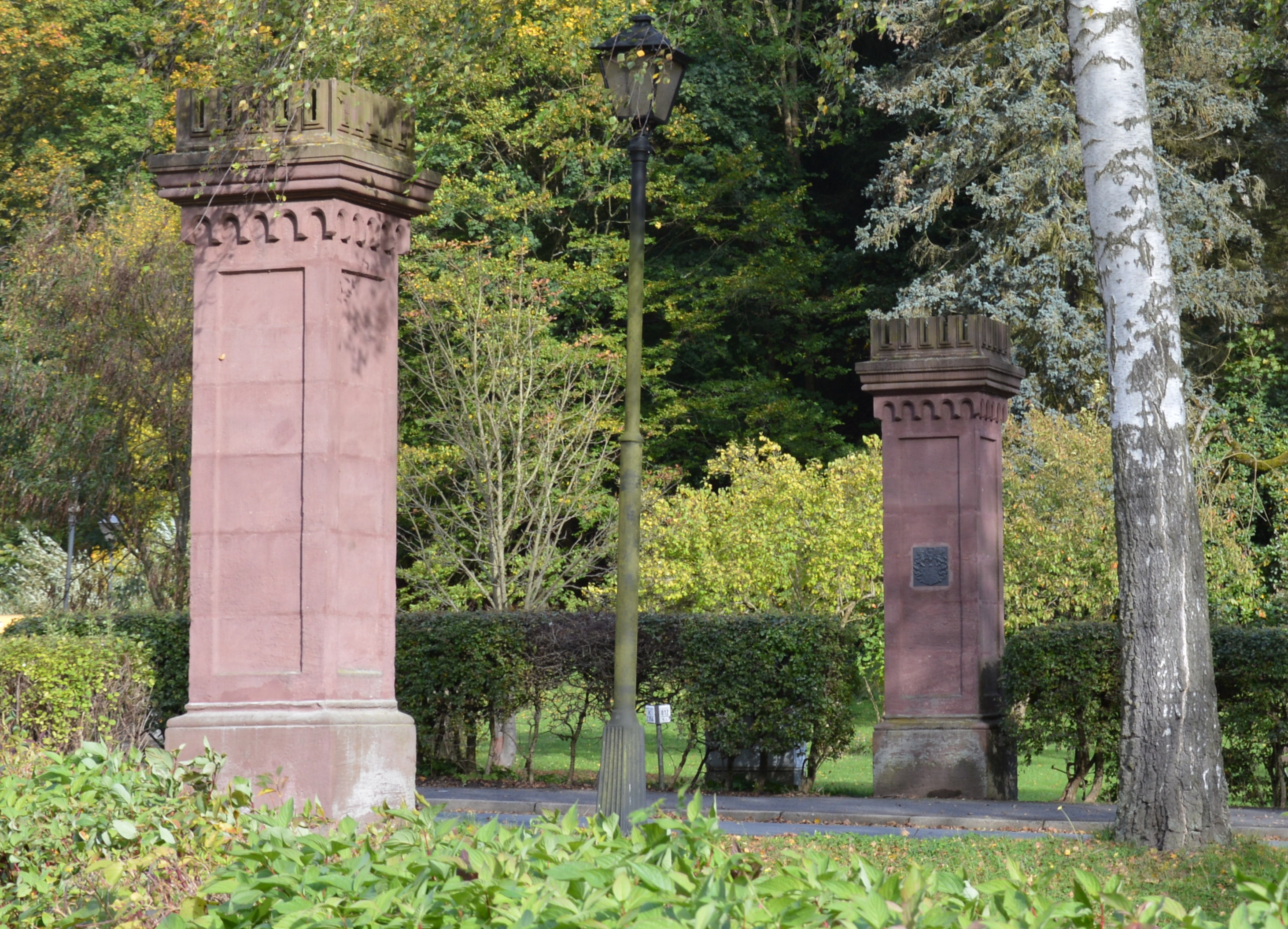
Niedergässer Tor

Das Niedergässer Tor ist eine denkmalgeschützte Toranlage in Stolberg,  Gemeinde Südharz in Sachsen-Anhalt.

## Lage
Das Tor befindet sich am südlichen Zugang zur Altstadt von Stolberg (südliches Ende der Niedergasse).

## Architektur und Geschichte
Ursprünglich befand sich an dieser Stelle der Niedergässer Torturm, der jedoch 1824/27 abgerissen wurde, um den Postkutschenverkehr besser abwickeln zu können. Es entstanden auf beiden Seiten der Straße hohe, aus Sandstein gefertigte Torpfosten, die noch heute die historische Stadtgrenze dokumentieren. Die Pfosten sind zurückhaltend mit Blendmaßwerk im Stil der Neogotik verziert. Ähnliches findet sich auch an der Auffahrt zum Schloss Stolberg. Bis 1875 hatte die Toranlage in Verbindung mit einem Torwärterhaus noch eine Bedeutung für die Erhebung eines Geleitzolls, der dann jedoch abgeschafft wurde.
Im örtlichen Denkmalverzeichnis ist die Toranlage seit dem 5. März 2002 unter der Erfassungsnummer 094 30488 als Baudenkmal verzeichnet. Die Toranlage gilt als kulturell-künstlerisch, geschichtlich sowie städtebaulich bedeutsam.